# نايف الراشد
نايف الراشد (10 فبراير 1971 -)، ممثل ومخرج ومؤلف ومنتج كويتي.

## عن حياته
كانت بداية دخوله المجال الفني في عام 1986 كممثل، وكانت في أدوار صغيرة. مثل دوره في مسرحية أرض وقرض حينما قدم شخصية أحد أشقاء (قسيمة) الفنانة حياة الفهد. كذلك بعام 1995 شارك الفنانة نوال في فيديو كليب «عرفت قدري»، إلى أن بدايته الفعلية كانت في عام 2005 بعد مسلسل جبروت امرأة أيضًا مع الفنانة حياة الفهد.
قدم خلال عامي 2008 و 2009 و 2010 مسلسل شر النفوس المتكون من ثلاث مواسم عرضت في رمضان ومن ذلك انطلق إلى أدوار البطولة المطلقة واستمر بالعمل الفني كممثل ومنتج حيث أنه اتجه إلى مجال الإنتاج وأنتج عدد من المسلسلات، كما قام أيضًا بالمشاركة بها.

## أعماله

### من المسلسلات
- 1988: مدينة الرياح.
- 1989: عاد ولكن.
- 1996: رجل سنة 60.
- 1996: يوميات صايم.
- 1997: الخوف - سهرة تلفزيونية.
- 1997: اثنان على الطريق.
- 2002: مصنع الرجال.
- 2005: جبروت امرأة.
- 2006: صاحبة الإمتياز.
- 2007: الوزيرة.
- 2008: مصدق نفسة.
- 2008: شر النفوس.
- 2009: شر النفوس 2.
- 2010: شر النفوس 3.
- 2013: غصن مكسور.
- 2012: درب الوفا.
- 2014: انتقام عزيز.
- 2016: لقيت روحي.
- 2019: كان خالد.
- 2021:أبشر بالسعد                  • 2025: ولد ليموت

في عام 2007 شارك ببطولة مسلسل «للخطايا ثمن». إلا أن المسلسل منع من العرض بسبب تطرقه لمواضيع حساسة على المجتمع الكويتي.

### من المسرحيات
- 1986 : البمبرة.
- 1987 : الدكتور صنهات.
- 1988 : أرض وقرض.
- 1994 : على قشر موز.
- 1995 : صباح الخير يا كويت.
- 1998 : لعيونك.
- 2002 : حلم العملاق.
- 2008 : 
عايلة ستايل.
- 2015 : هذا أهو الكويتي.

### التأليف
- 2001 : مسرحية سبايدرمان - تاليف.
- 2002 : مسلسل مصنع الرجال - تاليف.
- 2005 : مسرحية جمعان والأمريكان - تاليف.
- 2006 : مسلسل صاحبة الامتياز - قصة وسيناريو وحوار.
- 2007 : مسلسل الوزيرة - قصة وسيناريو وحوار.
- 2008 : مسلسل شر النفوس - تاليف.
- 2009 : مسلسل شر النفوس 2 - تاليف.
- 2010 : مسلسل شر النفوس 3 - قصة وسيناريو وحوار.
- 2012 : مسلسل درب الوفا.
- 2015 : مسرحية هذا أهو الكويتي.

### إخراج
- 2002 : مسرحية حلم العملاق.
- 2002 : مسلسل مصنع الرجال.
- 2004 : مسرحية الأكاديمية.
- 2008 : مسلسل مصدق نفسة.
- 2010 : مسلسل شر النفوس 3.
- 2019 : مسلسل كان خالد.

### الإنتاج
- 2002 : مسلسل مصنع الرجال.
- 2005 : مسلسل جبروت امرأة.
- 2006 : مسلسل صاحبة الإمتياز.
- 2007 : مسلسل الوزيرة.
- 2008 : مسلسل مصدق نفسه.
- 2008 : مسلسل شر النفوس.
- 2009 : مسلسل أسرار القلوب.
- 2009 : مسلسل شر النفوس 2.
- 2010 : مسلسل شر النفوس 3.
- 2016 : مسلسل لقيت روحي.

## روابط خارجية
- نايف الراشد على موقع قاعدة بيانات الأفلام العربية